# مهدی خلجی
محمدمهدی خلجی (متولد ۳۱ شهریور ۱۳۵۲)، روزنامه‌نگار، نویسنده، مترجم و تحلیل‌گر سیاسی ایرانی است. وی از سال ۲۰۰۵ تا ۲۰۲۳ به‌عنوان پژوهشگر در انستیتو واشینگتن برای سیاست خاور نزدیک فعالیت داشت.

## زندگی

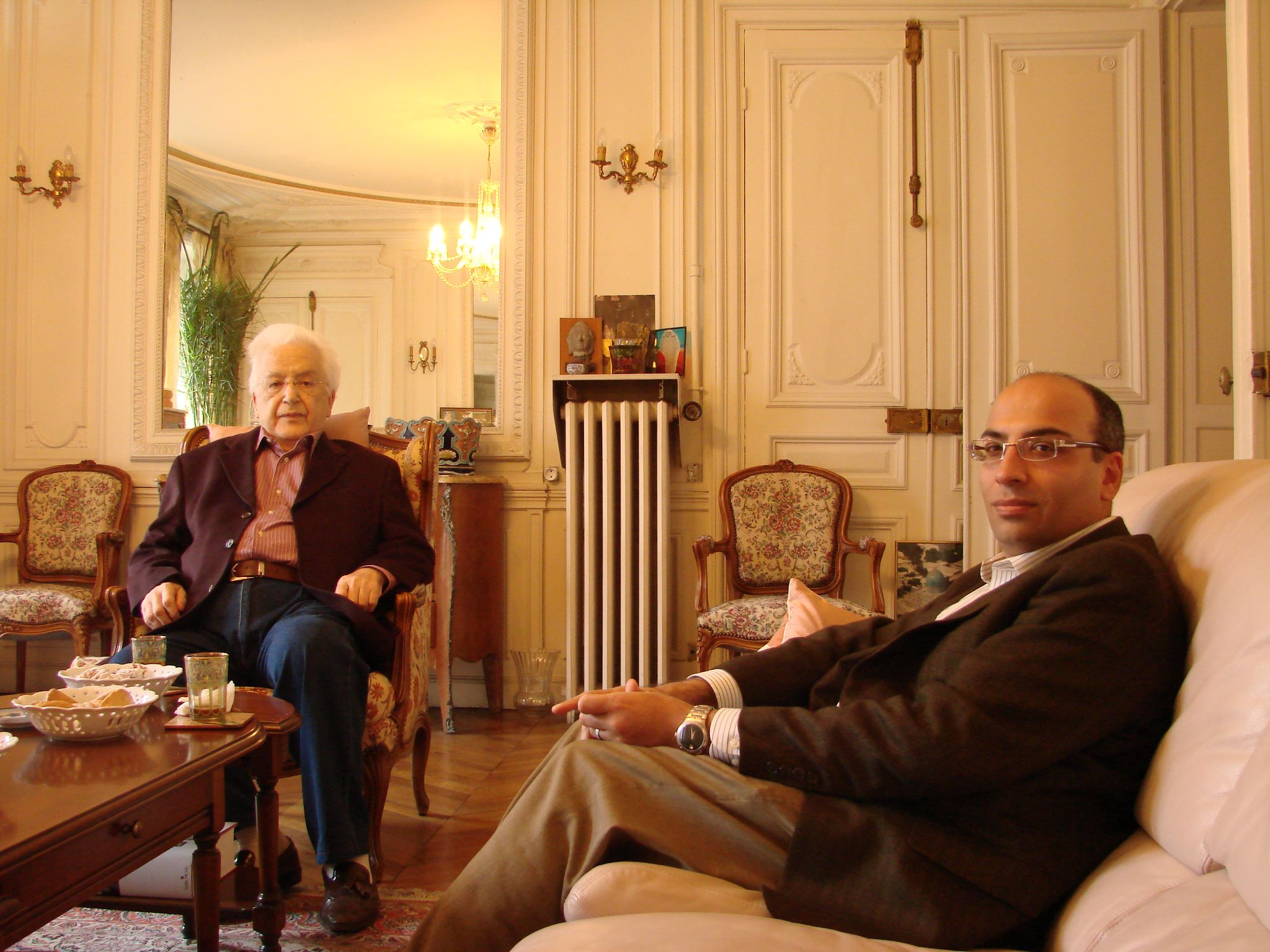
به همراه محمد ارکون در پاریس، ۲۰۰۸

مهدی خلجی در قم، ایران به دنیا آمد. محمدتقی خلجی پدر اوست. او ۴–۵ سالی را به تحصیل در درس خارج فقه و خارج اصول گذراند و از شاگردان حسینعلی منتظری، حسین وحید خراسانی، و جواد تبریزی بود. خلجی هم‌زمان با تحصیل در قم از ۱۸–۱۹ سالگی در کلاس‌های فلسفهٔ دانشگاه تهران و دانشگاه شهیدبهشتی به عنوان مستمع آزاد و نیز کلاس‌های انجمن فلسفه شرکت می‌کرد. علاوه بر این‌ها، مدتی به عنوان دانشجوی آزاد در کلاس‌های عبدالکریم سروش و بابک احمدی شرکت می‌کرد. سپس در سال ۱۳۷۴ تحصیل در رشتهٔ فلسفه را در دانشگاه تربیت مدرس آغاز کرد. سپس در مدرسه مطالعات عالی در دانشگاه پاریس، الاهیات و تأویل شیعی خوانده است.

## دوره روزنامه‌نگاری
خلجی روزنامه‌نگاری را با انتشار مطالبی دربارهٔ فقه اسلامی در روزنامه‌هایی نظیر اطلاعات آغاز کرد. نخستین مطلبی که از او در روزنامهٔ اطلاعات چاپ شد در پاسخ به مقالهٔ حجتی کرمانی بود که خلجی در آن اشاره داشت به اینکه «تحول فقه با تحول یک فتوا و دو فتوا صورت نمی‌گیرد، بلکه کل نظام معرفتی فقه و کل جهان‌بینی و انسان‌شناسی که پشت سر فقه هست باید تغییر پیدا بکند.»
از سال ۱۳۷۲ به عنوان مترجم در نشریه کیان فعالیت کرد و مقالاتی در زمینه روشنفکری معاصر عربی و نقد بنیادگرایی از عربی به فارسی ترجمه کرد. وی هم‌زمان برای فصلنامه نقد و نظر به مدیر مسئولی و سردبیری محمدمهدی فقیهی نیز مطالبی می‌نوشت. رهبر فکری نویسندگان این مجله مصطفی ملکیان بود. خلجی از سال ۱۳۷۷ به روزنامه انتخاب پیوست و به همراه محمد مهدی فقیهی از جمله بانیان این روزنامه محسوب می‌شود. در زمستان ۱۳۷۸ وی از این روزنامه جدا شد.
پس از مهاجرت به اروپا و غرب نخست مدتی با بخش فارسی بی‌بی‌سی همکاری کرد که حاصل آن مجموعه برنامه از شهر خدا تا شهر دنیا (پخش شده در سال ۲۰۰۲) دربارهٔ تاریخ اصلاحات در حوزه علمیه قم بود. خلجی از آغاز به کار رادیو زمانه با این رادیو همکاری داشت. پس از آن به دعوت ایرج گرگین به رادیو فردا رفت. مجموعه مستند رادیویی دربارهٔ انقلاب اسلامی ایران که شامل گفتگو با تعداد محدودی از بازیگران سیاست ایران در ۵۰ ساله اخیر بود حاصل این دوره از فعالیت‌های اوست. وی پس از مهاجرت به ایالات متحده آمریکا از رادیو فردا کناره گرفت. او همچنین از سال ۲۰۰۵  تا ۲۰۲۳ عضو ارشد مؤسسه مطالعات خاورنزدیک واشینگتن بوده‌است.

## دیدگاه‌ها
مهدی خلجی در گزارش‌ها و مقالاتی که برای مؤسسه مطالعات خاورنزدیک واشینگتن می‌نویسد، تحریم و فشار اقتصادی را در جهت تغییر رفتار جمهوری اسلامی و کشاندن آن به میز مذاکره می‌بیند. در مقاله ای مشترک با پاتریک کلاسون در سال ۲۰۱۲، آنها تحریم‌های فلج کننده، انزوای شدید سیاسی جمهوری اسلامی را به عنوان راه‌هایی که می‌توانند نظر رهبران جمهوری اسلامی را عوض کنند به مؤسسه مطالعات خاورنزدیک واشینگتن پیشنهاد کرده‌اند.
سه ماه قبل از به نتیجه رسیدن توافق هسته‌ای میان ایران و شش قدرت دیگر در سال ۲۰۱۵، مهدی خلجی در مقاله مشترکی در نیویورک تایمز، ادعا می‌کند که ایران چه تحت حکومت پادشاهان صفوی و پهلوی باشد، چه تحت حکومت مذهبیان جمهوری‌اسلامی؛ ماهیت‌ش همواره امپراتوری و انگیزه‌اش هژمونیک و کشورگشایی بوده و هست و از این رو آن را با آلمان نازی مقایسه کرد.
در همین زمان، یعنی آوریل ۲۰۱۵، پس از انتشار مقاله ای در سایت الف با عنوان «چه قومی «خونخواران تاریخ بشریت» لقب گرفته‌اند؟»، مهدی خلجی مقاله ای در واکنش به آن با تیتر «تهمت خون علیه یهودیان در ایران رایج می‌شود» برای انستیتو واشینگتن می‌نویسد. او در این مقاله مدعی می‌شود که انتشار چنین مطلبی در یک وبسایت بالارتبه سیاسی نشان می‌دهد که چگونه حتی ابتدایی‌ترین عبارات و تئوری‌های توطئه یهودی‌ستیزی در تمامی سطوح گفتمان ایرانیان راه پیدا کرده‌اند. از نظر او یهودستیزی مدرن (Antisemitism) نه تنها محدود به مقامات مذهبی ایران نمی‌شود، بلکه روشنفکران ایرانی نیز، چه قبل و چه بعد از انقلاب ۱۹۷۹، تحت تأثیر گفتمان یهود ستیز بوده‌اند.
پس از خروج ایالت متحده آمریکا از برجام نیز، او از مدافعان تحریم‌های اقتصادی بود. او در یکی از نوشته‌های خود در سایت مؤسسه مطالعات خاورنزدیک واشینگتن می‌گوید که برای واشینگتن نه تنها فشار، بلکه تشدید فشار بر روی جمهوری اسلامی ایران باید مورد توجه باشد.
پس از ماجرای دست داشتن همسر او مریم شیخ الاسلامی آل آقا در اختلاس شش میلیارد یورویی صنایع پتروشیمی، او در بخشی از مطلب اش در واکنش به انتقادات می‌گوید که یک بار هم از حمله نظامی دفاع نکرده است.

## زندگی شخصی

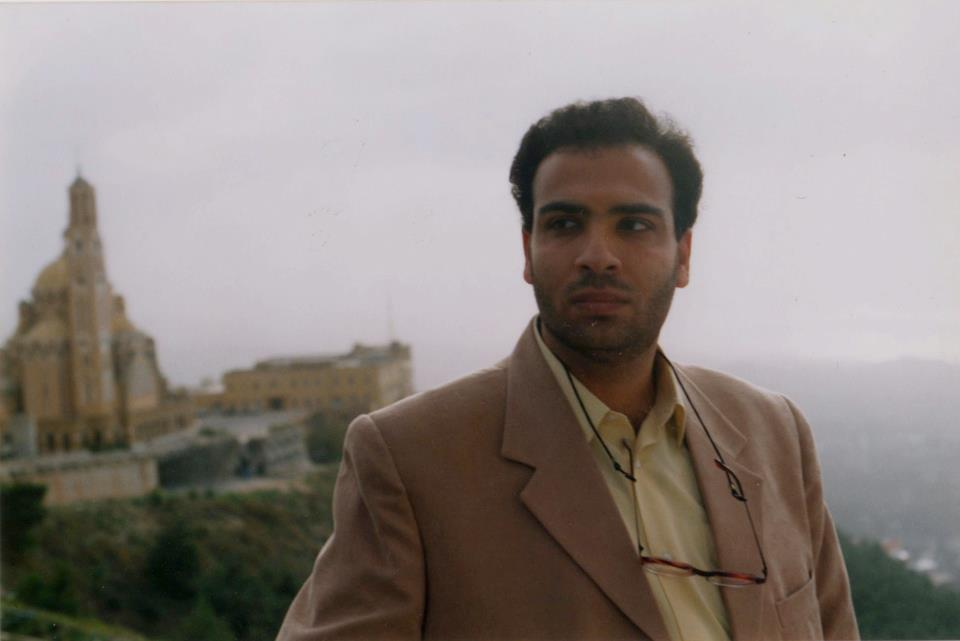
خلجی در لبنان، ۱۹۹۸

خلجی سه بار ازدواج کرده و دارای دو فرزند است. ازدواج سوم او با مرجان شیخ‌الاسلامی آل آقا به دلیل مطرح شدن نام شیخ الاسلامی به عنوان یکی از متهمان پرونده فساد در پتروشیمی در فضای رسانه‌ای فارسی پوشش زیادی داده شد. وی پس از انتشار اخبار مربوط به آل آقا گفت که از فعالیت‌های اقتصادی شیخ الاسلامی اطلاع نداشته و از او جدا شده است.

### تألیف
- ناتنی، رمان، نشر گردون، ۱۳۸۳، نشر زریاب افغانستان، ۱۳۹۱
- سیاست آخرالزمانی، تحلیل تاریخی و سیاسی، مؤسسه مطالعات خاورنزدیک واشینگتن، ۲۰۰۸ (به انگلیسی: Apocalyptic Politics)
- آخرین مرجع، دربارهٔ آیت‌الله سیستانی، مؤسسه مطالعات خاورنزدیک واشینگتن، ۲۰۰۸ (به انگلیسی: Last Marja)
- نظم نوین روحانیت در ایران، نشر آیدا، بوخوم، آلمان، ۲۰۱۰
- ورای حجاب، نشر نبشت ۲۰۲۰

### ترجمه
- نقد عقل اسلامی، محمد ارکون
- انسان‌ها در عصر ظلمت، هانا آرنت
- نوآوری، تحریم و تاویل: شناخت علمی و هراس از تکفیر، نصر حامد ابوزید (آموزشکده توانا، ۱۳۹۲)